# Ор (річка)
Ор (фр. Aure) — річка північно-західної Франції завдовжки 82 км, що протікає через департамент Кальвадос, у тому числі через міста Байо і Ізіньї-сюр-Мер, регіону Нижня Нормандія.
Річка бере свій початок у Ліврі, неподалік від Комон-л'Еванте і протікає з півночі від Комм, потім розгортається на 90° й далі тече на захід, паралельно береговій лінії Ла-Маншу. Ор протікає через нормандські міста Байо і Ізіньї-сюр-Мер, де вона впадає вниз за течією з правого берегу річки Вір, менш ніж в 3 км до гирла останнього від Ла-Маншу.
Ор має невисоку швидкість течії, відносно високий рівень мутності води, по всій довжині річки її потік має коричнюватий відтинок.

## Галерея населених пунктів, де протікає Ор

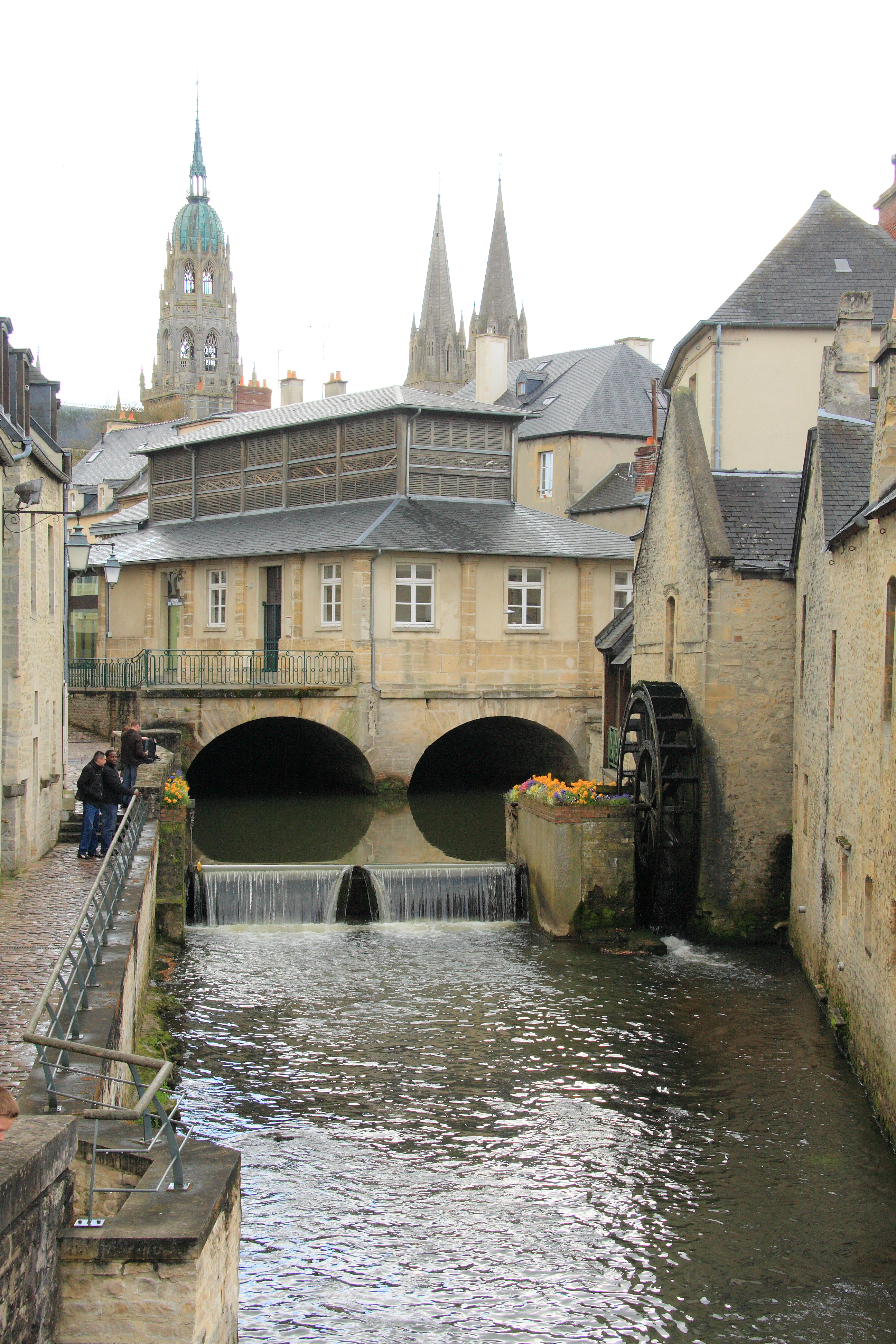
Ор у Байо
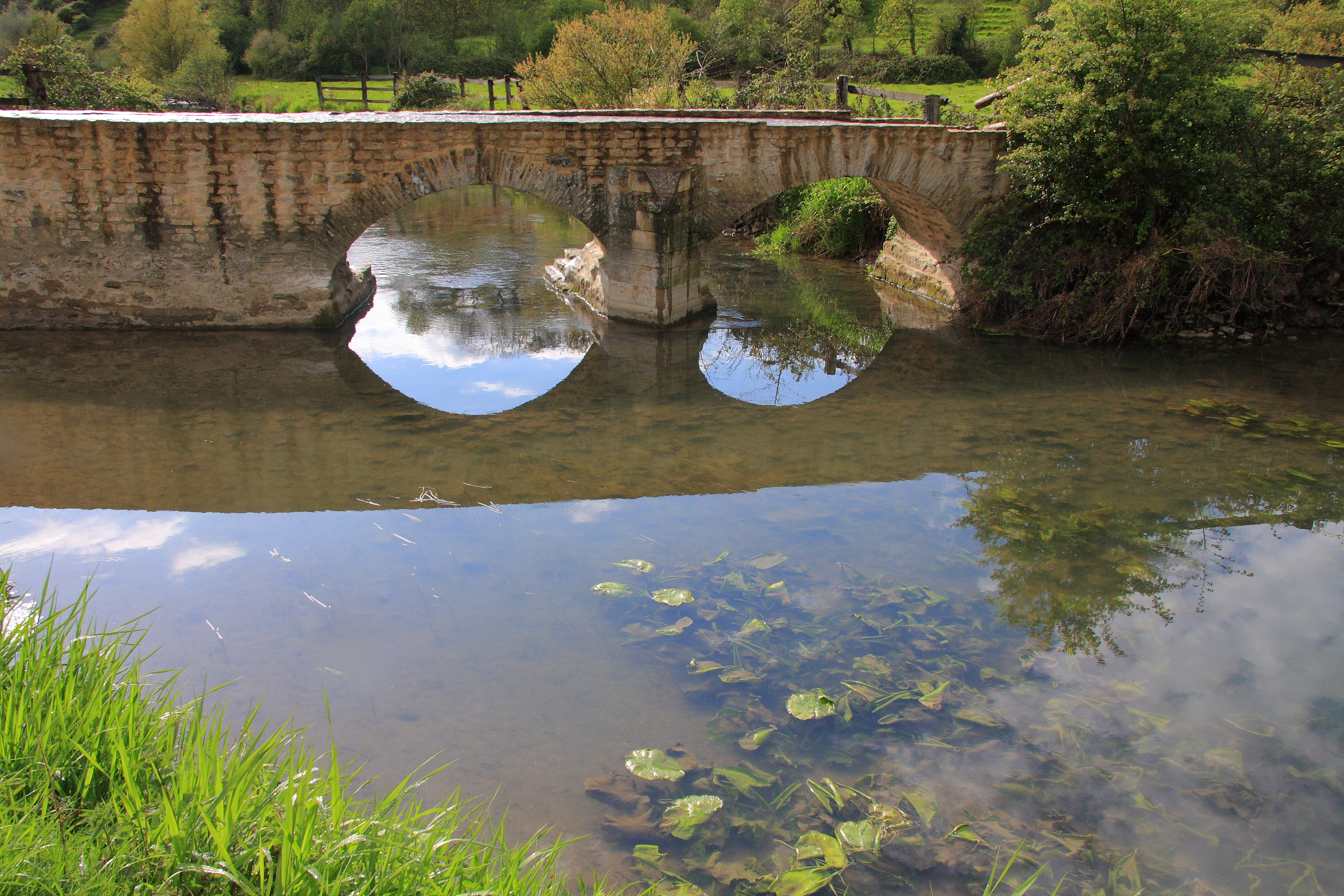
Ор у Трев'єр
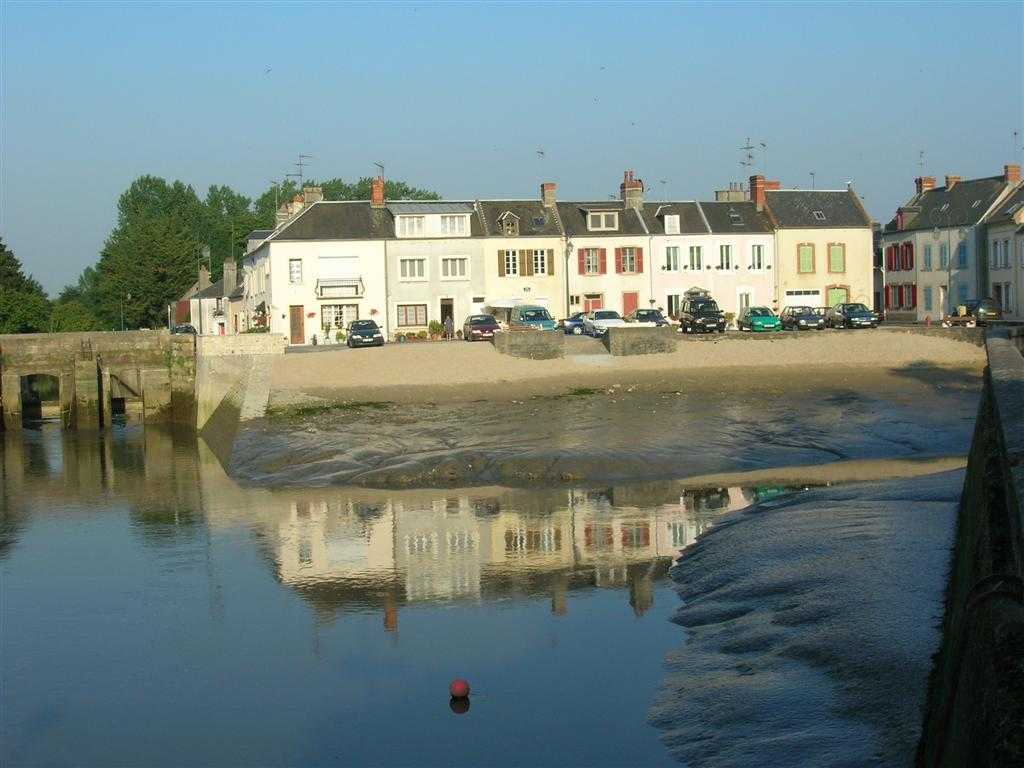
Ор в Ізіньї-сюр-Мер, у місці впадіння в річку Вір